# Phrynomedusa fimbriata
Phrynomedusa fimbriata era una especie de anfibios de la familia Hylidae endémica de Brasil.
Sus hábitats naturales eran los bosques tropicales o subtropicales secos y a baja altitud y ríos. Se conoce por dos ejemplares, una hembra (holotipo) colectada en 1898 y un macho (procedente de Serra do Araraquara y previamente registrado por P. appendiculata) depositado en la colección herpetológica del Museo de Zoología de la Universidad de São Paulo.